# Randu Muktiwaren
Randu Muktiwaren is een bestuurslaag in het regentschap Pekalongan van de provincie Midden-Java, Indonesië. Randu Muktiwaren telt 3412 inwoners (volkstelling 2010).